# Överfallet på Morö Backe
Överfallet på Morö Backe, även kallat Skellefteåfallet, var ett uppmärksammat fall där en nioåring våldtogs och ströps i stadsdelen Morö Backe, Skellefteå. En 15-årig pojke dömdes den 14 december 2022 till rättspsykiatrisk vård för grov våldtäkt mot barn och försök till mord.
Brottet beskrevs av lokaltidningen Norran som ett av de "mörkaste kapitlen i Skellefteås kriminalhistoria" och "saknar motstycke såväl i Skellefteås som den svenska kriminalhistorien, inte minst med tanke på de allvarliga brotten, tillvägagångssättet och att både offer och gärningsman är så unga".

## Bakgrund
Under förundersökning och rättegång framkom att pojken registrerats som nio år när han anlände till Sverige 2018 trots att både personal på skolan och i familjen visste att han egentligen var två år äldre. Under 2019 kontaktade skolan föräldrarna eftersom pojken tagit flickor på brösten, rumpan och kallat en av dem hora. Ingen orosanmälan gjordes.
I juni 2021 utreddes pojken för misshandelsförsök efter att ha överfallit och försökt misshandla en ung kvinnlig cyklist i en gångtunnel. Men då han enligt folkbokföringen var minderårig, och därför inte straffmyndig, lades ärendet ner hos Polisen och istället gjordes en anmälan till socialtjänsten. Föräldrarna ville inte medverka i utredningen med socialtjänsten. Någon informationsöverföring gjordes inte till skolan, vilket heller inte var lagenligt. Inspektionen för vård och omsorg (IVO) bedömde att inga fel begåtts av Socialtjänsten.

## Överfallet
Den 7 juli 2022 överfölls en flicka på väg hem från fritids i stadsdelen Morö Backe, Skellefteå. Två timmar efter överfallet hittades flickan allvarligt skadad i ett skogsparti.
Pojken, som tidigt misstänktes, var enligt folkbokföringen 13 år vid tidpunkten för dådet. En utredning av Rättsmedicinalverket visade senare att pojken var över 15 år. Pojken greps dagen efter dådet.

## Rättegången
Den 30 september 2022 väcktes åtal mot pojken och rättegång påbörjades den 12 oktober 2022. Under rättegången framkom att flickan blivit fastbunden vid ett träd och utsatts för strypvåld med skosnören.
En så kallad mindre sinnesundersökningen visade på misstankar om en allvarlig psykisk störning och den 19 oktober beslutade tingsrätten att pojken skulle genomgå en rättspsykiatrisk undersökning (RPU). Den visade att pojken led av en allvarlig psykisk störning. Både åklagaren Andreas Nyberg och pojkens försvarare Jens Nyström yrkade därför på rättspsykiatrisk vård.
Den 14 december 2022 meddelade Skellefteå tingsrätt att den 15-åriga pojken dömdes för  grov våldtäkt mot barn och försök till mord till rättspsykiatrisk vård med särskild utskrivningsprövning. Den särskilda utskrivningsprövningen berodde på att tingsrätten bedömde att det fanns en risk att pojken återfaller i brottslighet av allvarligt slag. Pojken dömdes även att betala flickan 730 000 kronor i skadestånd samt att betala skadestånd till flickans föräldrar. Påföljden bedöms som extremt ovanligt för barn, i synnerhet så unga som 15 år.

## Medierapportering
Lokaltidningen Norrans chefredaktör Malin Christoffersson beskrev i en krönika publicerad den 15 oktober 2022 "Svårigheten att bevaka det ofattbara". Där allmänheten efterfrågar detaljer samtidigt som polisen ger knapphändig information hur detta ledde till ryktesspridning, hat och hot. ETC rapporterade efter dådet att "högerextrema hemsidor och profiler i sociala medier delar bilden på den nedsövda flickan och hetsar mot invandrare".
Svenska Dagbladets skribent Paulina Neuding skrev i en ledare den 9 oktober 2022 att "Morö Backe blottar ett misslyckande" och att "Skellefteåfallet borde påminna om att en ansvarsfull politik mot sexualbrott är förebyggande. Där har inte bara kriminalpolitiken, utan också den svenska migrationspolitiken, fallerat".

## Följder

### Politik
Familjen har efter att domen föll riktat kritik mot den sekretess som råder mellan myndigheter och har krävt en lagändring, Lex Luna. Justitieminister Gunnar Strömmer sa i en intervju i december 2022 att en utredning tillsatts och att hans bedömning var att det skulle vara möjligt att samla en majoritet i riksdagen för en sådan lagändring. Den 26 januari 2023 meddelade statsminister Ulf Kristersson (M) på en presskonferens att man kommer besluta om en lagrådsremiss gällande detta, vilket beskrevs som "ett första steg mot lex Luna".
Proposition 2024/25:65 Ökat informationsflöde till brottsbekämpningen publicerades den 29 november 2024, och Lag (2025:170) om skyldighet att lämna uppgifter till de brottsbekämpande myndigheterna, även kallad Lex Luna, trädde i kraft den 1 april 2025.